# EstLine
EstLine était une compagnie de navigation maritime estonienne dont la principale activité était le transport de passagers, de véhicules et de fret entre l'Estonie et la Suède. Fondée en 1988, la compagnie était à l'origine le fruit d'un partenariat entre l'homme d'affaires suédo-estonien Hans Laidwa et l'armateur suédois Nordström & Thulin avant que l'État estonien ne devienne actionnaire à la hauteur de 50% en 1993 via la compagnie publique ESCO. Ses activités débutent en juin 1990 et marquent la reprise du trafic entre Tallinn et Stockholm depuis l'annexion de l'Estonie par l'URSS. Rencontrant un très franc succès à la suite de l'indépendance de l'Estonie en 1991, sa réputation sera toutefois entachée par le naufrage meurtrier de son fleuron l‘Estonia le 28 septembre 1994. Après le départ de Nordström & Thulin de l'actionnariat, ESCO décidera finalement de transférer les activités et la flotte d'EstLine au sein de son autre filiale Tallink, ce qui conduira à sa liquidation en 2001.

## Histoire

### 1990-1994
À la fin des années 1980, l'ouverture progressive de l'URSS au reste du monde incite l'homme d'affaires suédo-estonien Hans Laidwa à mettre en place une liaison maritime entre la Suède et la RSS d'Estonie. Déjà à la tête de plusieurs entreprises estoniennes, il s'associe en décembre 1988 à l'armateur suédois Nordström & Thulin et fonde la compagnie EstLine, détenue à 90% par N&T et à 10% par des sociétés estoniennes appartenant à Laidwa. Deux ans plus tard, Nordström & Thulin fait l'acquisition de ce qui deviendra le premier navire d'EstLine, le car-ferry Dana Regina, racheté à la compagnie danoise DFDS. Long de 153 mètres et pouvant embarquer 1 500 passagers et 370 véhicules, il est rebaptisé Nord Estonia et enregistré sous pavillon suédois.
Les activités d'EstLine débutent officiellement le 16 juin 1990 avec la mise en service du Nord Estonia entre Stockholm et Tallinn. Il est alors le premier navire à relier la Suède et l'Estonie depuis près de 50 ans. En plus de son activité principale de transport de passagers, la compagnie transporte également du fret en affrétant dès 1992 des rouliers entre l'Estonie et la Suède.

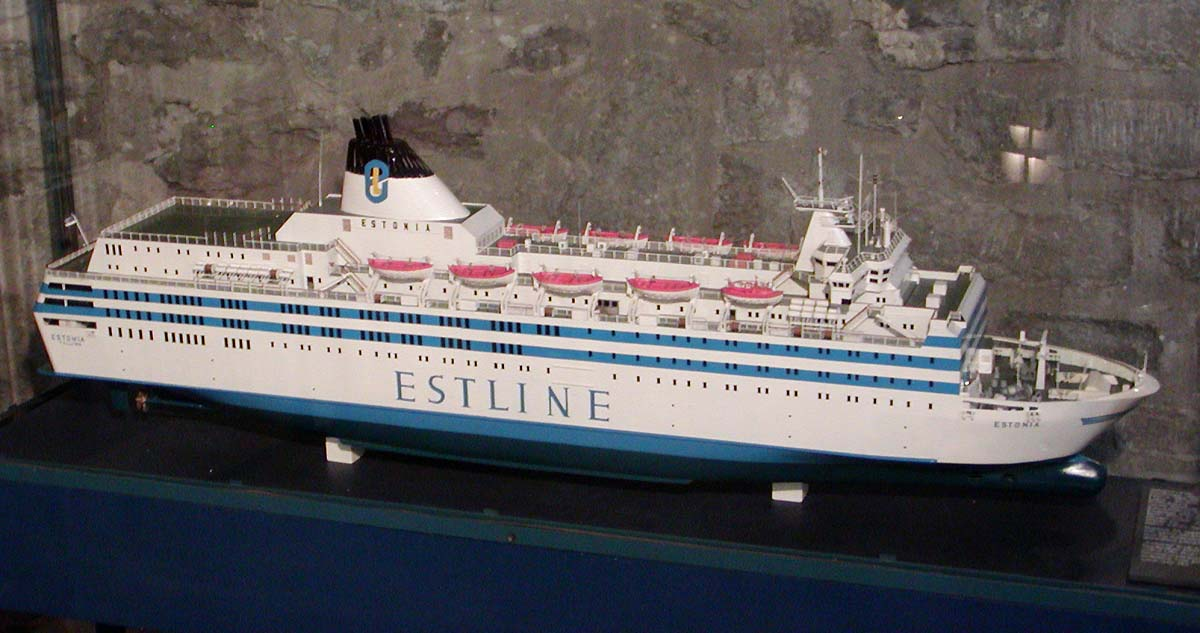
Véritable symbole de l'indépendance estonienne et très apprécié par la clientèle, l‘Estonia deviendra tristement célèbre pour son naufrage meurtrier le 28 septembre 1994.

En août 1991, l'indépendance de l'Estonie vis à vis de l'URSS est officiellement proclamée. Cet évènement entraîne une hausse spectaculaire du trafic passager sur la ligne d'EstLine que le Nord Estonia peine à absorber. Devant l'augmentation du nombre de passagers, la compagnie envisage de se doter d'un navire plus imposant. À l'occasion de la mise en circulation de la couronne estonienne en 1992, la décision d'acquérir un nouveau navire pour remplacer le Nord Estonia est prise. Au même moment, des changements interviennent au sein de l'actionnariat d'EstLine avec l'arrivée dans le capital de la compagnie publique Estonia Shipping Company (ESCO) qui partage désormais 50% des parts de l'entreprise avec Nordström & Thulin.
Au mois de janvier 1993, ESCO et N&T font ensemble l'acquisition du car-ferry finlandais Wasa King. Construit en 1980 pour le prestigieux armateur finlandais Viking Line, ce navire de 157 mètres dispose d'un grand nombre d'installations très luxueuses ainsi que d'une solide réputation en mer Baltique. Rebaptisé Estonia, il est le premier car-ferry à arborer le pavillon estonien, ce qui en fait un symbole fort de l'indépendance de l'Estonie. Mis en service le 1er février 1993, il remplace le Nord Estonia qui est retiré de la flotte puis vendu.
Dès sa mise en service, l‘Estonia rencontre un très grand succès auprès des passagers. Particulièrement apprécié des estoniens et des suédois, il transportera 280 000 passagers au cours de l'année 1993. Avec 168 000 passagers acheminés durant les deux premiers trimestres de 1994, EstLine décide d'aligner un second navire entre Tallinn et Stockholm. La compagnie rachète ainsi au mois de juin le car-ferry Diana II de Viking Line pour une mise en service prévue pour l'automne 1994. À l'issue de la saison d'été, le trafic d'EstLine atteint alors les 270 000 passagers.
Cette ascension fulgurante sera cependant brutalement stoppée. En effet, dans la nuit du 27 au 28 septembre 1994, l‘Estonia fait naufrage avec 989 personnes à son bord au large de la Finlande alors qu'il essuyait une violente tempête au cours d'une traversée entre Tallinn et Stockholm, entraînant la mort de 852 personnes. Considérée comme la pire catastrophe en mer Baltique depuis la Seconde Guerre mondiale, mais également l'une des plus meurtrières en temps de paix, la tragédie de l‘Estonia sera très médiatisée dans les mois suivants et contribuera à une chute du trafic passager sur toutes les lignes de la Baltique. Elle encore aujourd'hui très controversée en raison de nombreuses interrogations concernant les causes du naufrage.

### 1994-2001
Son développement profondément entaché par les conséquences du naufrage de l‘Estonia, EstLine aborde la seconde moitié des années 1990 avec une image et une réputation ternie. Afin de faire oublier le mieux possible le souvenir de la catastrophe, l'armateur entame une série de changements esthétiques, à commencer par son logo qui est modifié ainsi que son identité visuelle qui arbore désormais une couleur dominante bleue.

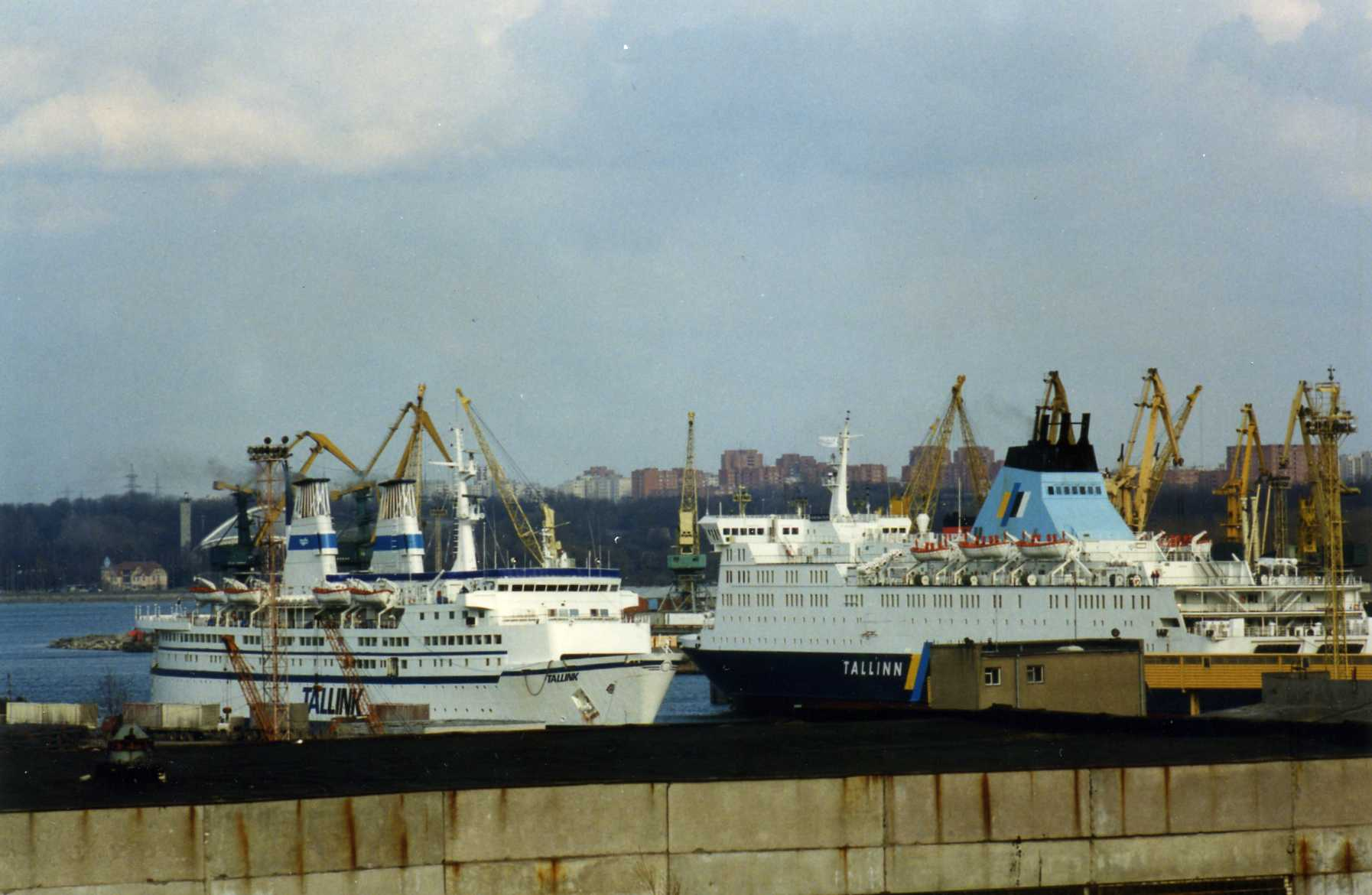
Le Mare Balticum (à droite), devant initialement seconder l‘Estonia, accompagnera la reprise du trafic d'EstLine en novembre 1994 après un mois et demi d'interruption.

Interrompue pendant presque deux mois, la liaison entre Tallinn et Stockholm reprend le 11 novembre 1994 à l'occasion de la mise en service du nouveau navire qu'EstLine avait acheté en juin. Devant initialement porter le nom de Vironia, celui-ci a finalement été renommé Mare Balticum. Moins imposant que l‘Estonia avec une longueur de 137 mètres, il dispose toutefois d'une capacité et d'un confort similaire. Il arbore également les nouvelles couleurs d'EstLine avec une coque bleue et un nouveau logo représentant le lien unissant l'Estonie et la Suède. Aucune représentation de la marque EstLine n'est inscrite sur la coque afin de ne pas rappeler l‘Estonia.
Malgré la reprise du trafic, le nombre de personnes transitant sur la ligne est au plus bas avec seulement 198 000 passagers en 1995. Le Mare Balticum se révèle également bien moins performant que l‘Estonia tant au niveau de ses installations que de son confort. Pour faire face à cette situation, la compagnie décide l'année suivante de le remplacer par un navire plus imposant. Son choix va se porter sur le cruise-ferry de 145 mètres Anna K, désarmé en Allemagne. Acquis auprès de l'armateur norvégien Fred. Olsen, il est lui aussi un ancien navire emblématique de Viking Line et dispose par conséquent d'installations très luxueuses. Rebaptisé Regina Baltica, il entre en service en juin 1996.
Renouant progressivement avec la clientèle entre 1996 et 1997, EstLine multiplie les fréquences en affrétant à partir d'octobre 1997 un deuxième navire de taille plus modeste, le Windward Pride, déployé entre Tallinn et Stockholm sous le nom de Baltic Kristina.
En 1998, Nordström & Thulin décide de quitter l'actionnariat d'EstLine. Par conséquent, ESCO devient l'unique propriétaire de l'armement. En décembre 2000, afin d'effacer définitivement le mauvais souvenir du naufrage de l‘Estonia, toujours associé à la marque EstLine, ESCO décide transférer ses actifs au sein de son autre filiale Tallink. Cette dernière reprend ainsi l'exploitation de la ligne entre Tallinn et Stockholm et intègre à sa flotte les navires Regina Baltica et Baltic Kristina. EstLine est pour sa part mise en liquidation et cesse officiellement d'exister le 1er août 2001. Au cours de sa dernière année d'exercice, EstLine aura transporté un total de 445 000 passagers entre l'Estonie et la Suède.

## Anciens navires
| Navire           | Pavillon | Type    | Mise en service | Période    | tonnage    | Longueur | Largeur | Passagers | Véhicules         | Vitesse    | Statut |
| ---------------- | -------- | ------- | --------------- | ---------- | ---------- | -------- | ------- | --------- | ----------------- | ---------- | --- |
| Regina Baltica   |          | Ferry   | 1980            | 1996-2000  | 18 345 UMS | 145,19 m | 25,51 m | 2 000     | 462               | 21,3 nœuds | Transféré dans la flotte de Tallink. Navigue actuellement pour la compagnie espagnole Balearia.                                                             |
| Baltic Kristina  |          | Ferry   | 1973            | 1997-2000  | 12 281 UMS | 127,80 m | 22,05 m | 1 200     | 344               | 19 nœuds   | Transféré dans la flotte de Tallink. A terminé sa carrière pour le compte de la compagnie grecque Ventouris Ferries sous le nom de Rigel I. Démoli en 2021. |
| Transest         |          | Roulier | 1972            | 1993-2000  | 2 386 UMS  | 118,09 m | 16,04 m | 14        | 866 m linéaires   | 17 nœuds   | Démoli en Inde en 2006. |
| Neptunia         |          | Roulier | 1977            | 1995-1998  | 3 455 UMS  | 114,38 m | 18,14 m | 412       | 255               | 19 nœuds   | Rendu à son propriétaire. Démoli à Aliağa en 2007. |
| Bolero           |          | Roulier | 1985            | 1997       | 10 243 UMS | 140,14 m | 21,01 m | -         | 1 089 m linéaires | 14,5 nœuds | Rendu à son propriétaire. Reconverti en navire câblier par la société Alcatel-Lucent.                                                                       |
| Parchim          |          | Roulier | 1992            | 1996       | 8 157 UMS  | 125,25 m | 19,70 m | -         | 1 068 m linéaires | 15 nœuds   | Rendu à son propriétaire. Navigue actuellement sous le nom de Trans Carrier.                                                                                |
| Cap Afrique      |          | Roulier | 1978            | 1996       | 1 583 UMS  | 108,64 m | 16,01 m | -         | ?                 | 17 nœuds   | Rendu à son propriétaire. Démoli à Aliağa en 2007. |
| Mare Balticum    |          | Ferry   | 1979            | 1994-1996  | 11 671 UMS | 141,70 m | 24,21 m | 1 900     | 480               | 21 nœuds   | Transféré dans la flotte de Tallink. A terminé sa carrière comme hôtel flottant sous le nom de Bluefort. Démoli en 2021.                                    |
| Donata           |          | Roulier | 1972            | 1994       | 2 499 UMS  | 118,41 m | 16,04 m | -         | ?                 | 19 nœuds   | Rendu à son propriétaire. Démoli à Aliağa en 2000. |
| Cap Canaille     |          | Roulier | 1977            | 1994       | 1 576 UMS  | 109,77 m | 17,53 m | -         | 672 m linéaires   | 15 nœuds   | Rendu à son propriétaire. Navigue actuellement dans les Caraïbes sous le nom de Monarch Countess.                                                           |
| Estonia          |          | Ferry   | 1980            | 1993-1994  | 15 566 UMS | 157,02 m | 24,21 m | 2 000     | 460               | 21 nœuds   | Naufrage le 28 septembre 1994. |
| Maersk Friesland |          | Roulier | 1981            | 1992, 1993 | 1 596 UMS  | 79,43 m  | 17,66 m | -         | 693 m linéaires   | 14,5 nœuds | Rendu à son propriétaire. Navigue actuellement en Turquie sous le nom de Güneşli.                                                                           |
| Nord Estonia     |          | Ferry   | 1974            | 1990-1993  | 10 002 UMS | 153,70 m | 22,31 m | 1 500     | 370               | 18 nœuds   | A terminé sa carrière sous le nom d‘Adriatic Queen pour le compte de la compagnie albanaise AllFerries. Démoli à Aliağa en 2014.                            |